# شیمازاکی توسون
توسان شیمازاکی (انگلیسی: Tōson Shimazaki; ۲۵ مارس ۱۸۷۲ – ۲۲ اوت ۱۹۴۳) نویسنده اهل ژاپن بود.